# Wilfrid von York
Wilfrid (auch Wilfrith, Uilfrid, Wilfrið, Wilfriþ, Wilferð, Wilferþ usw.; * um 634; † 709/710) war eine der bedeutendsten Personen der britannischen Kirchengeschichte des späten 7. Jahrhunderts. Sein Leben stand unter dem Zeichen des Disputs zwischen keltischen und römischen Einflüssen in der angelsächsischen Kirche. In seiner Funktion als Abt und Bischof übte er großen politischen Einfluss aus. Nach seinem Tod wurde er als Heiliger verehrt.

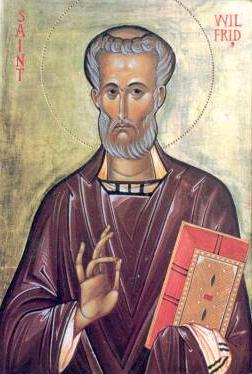
Ikone des heiligen Wilfrid

## Leben

### Herkunft und Erziehung

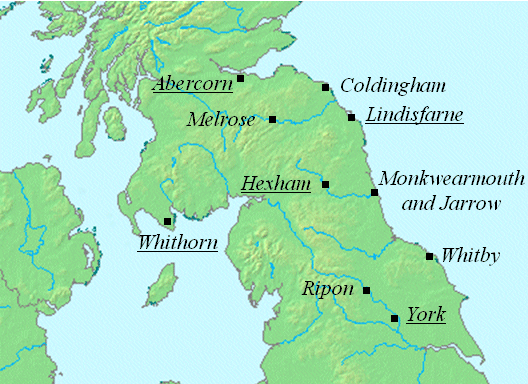
Klöster und Bistümer (unterstrichen) im Norden England um 670

Eine wesentliche, zeitgenössische Quelle für das Leben Wilfrids ist die unmittelbar nach seinem Tod entstandene, Aeddi Stephanus zugeschriebene Vita Sancti Wilfrithi. Ihr zufolge wurde er um 634 in Northumbria als Sohn eines unbedeutenden Adligen geboren. Im Alter von etwa 14 Jahren wurde er an den Hof des northumbrischen Königs Oswiu (642–670) gesandt. Auf Fürsprache der Königin Eanflæd wurde er einige Jahre im Kloster Lindisfarne erzogen. Dort war der Mönch Cudda, ein ehemaliger Gefolgsmann Oswius, sein Lehrer. Dann half Eanflæd Wilfrid bei seiner Pilgerfahrt nach Rom, indem sie ihren Vetter Earconberht I., den König von Kent, bat, für Wilfrids weitere Reise zu sorgen. Etwa ein Jahr lang hielt sich Wilfrid in Kent auf. Dort lernte er den Northumbrier Benedict Biscop kennen, mit dem er schließlich zur Pilgerfahrt nach Rom aufbrach.

### Erste Reise nach Rom
Um 653 erreichten Wilfrid und Biscop Lyon, wo sie sich trennten. Biscop setzte die Reise fort, während Wilfrid als Gast bei Bischof Aunemund (auch Dalfinus) blieb. Nach dem Chronisten Eddius Stephanus soll der Bischof ihm die Hand seiner Nichte und die Statthalterschaft in einer fränkischen Provinz angeboten haben, was Wilfrid jedoch abgelehnt haben soll und stattdessen seine Pilgerfahrt fortsetzte.
In Rom machten die Gebäude, Zeremonien und Reliquien einen tiefen Eindruck auf ihn. Täglich besuchte er die Schreine der Heiligen und entwickelte eine starke Verehrung für die Apostel Petrus und Andreas. Vor dem Andreasaltar im Petersdom gelobte er selbst Prediger zu werden. Prägend waren auch die Unterweisungen durch den Archidiakon Bonifacius, der ihn mit der römischen Tradition in Kontakt brachte, die der keltischen Tradition entgegenstand. Dies betraf unter anderem die Berechnung des Osterdatums und die Mönchstonsur. Nachdem er den Papst in einer Audienz getroffen hatte, machte er sich mit zahlreichen Reliquien auf den Rückweg nach Lyon. Dort hielt er sich drei Jahre auf, erhielt die Tonsur und weitere Unterweisungen im römischen Ritus. Der Aufenthalt in Aunemunds Umfeld prägte Wilfrids Vorstellung vom Status und der Autorität eines Bischofs. Im Herbst des Jahres 658 kehrte Wilfrid nach England zurück.

### Abt von Ripon Abbey
Um 658 hatte Ealhfrith (655–664), Oswius Sohn, ein iro-schottisches Kloster in Ripon gegründet. Abt Eata und Cuthbert, der erste Prior, gehörten zu den ersten Mönchen, die sich dort niederließen. Ealhfrith, der mit dem iro-schottischen Ritus aufgewachsen war, kam nicht nur durch seine mercische Frau Cyneburg, sondern auch als regulus (Unterkönig) mit den südlichen Königreichen in Kontakt, die dem römischen Ritus folgten. Zu Cenwalh (642–672/673), dem König der Gewissæ, unterhielt er freundschaftliche Beziehungen.
Durch Cenwalhs Fürsprache kam Wilfrid um 658 an den Hof Ealhfriths, der bald unter den Einfluss des charismatischen „römischen“ Kirchenmannes geriet. Um 661 wurde Ealhfrith Anhänger des römischen Ritus und übergab das Kloster Ripon sowie umfangreiche Ländereien an Wilfrid, der bis 665 dort Abt war. Wilfrid führte alsbald die römische Liturgie und die Regula Benedicti ein. Da er dadurch den iro-schottischen Ritus verdrängte, wichen die irischen Mönche dem Reformer aus. Eata und Cuthbert mussten mit den anderen Anhängern des iro-schottischen Ritus nach Melrose zurückkehren. Wilfrid holte statt ihrer Tondbehrt und Ceolfrith aus Gilling Abbey. Im Jahr 663 wurde Wilfrid durch Agilbert, den fränkischen Bischof der Gewissæ, zum Priester ordiniert.

### Synode von Whitby
Im Jahr 664 wurde wohl auf Ealhfriths Betreiben die Synode von Whitby einberufen. Dabei ging es ihm vermutlich weniger um die religiösen Fragen als vielmehr um eine Schwächung der Position seines Vaters und die Stärkung seiner eigenen Macht. Oswiu und die Bischöfe Chad von York und Colman vertraten den iro-schottischen Ritus, während Ealhfrith, Wilfrid und Bischof Agilbert die römisch-katholische Position vertraten. Strittig waren vor allem die korrekte Berechnung des Osterdatums sowie die Tonsur der Mönche. Wilfrid trat auf der Synode als energischer Fürsprecher des römischen Ritus auf, wodurch er sich Freunde, aber auch Feinde schuf. Colman legte darauf seine Ämter nieder und ging mit den Anhängern der iro-schottischen Tradition ins Kloster Iona nach Schottland.

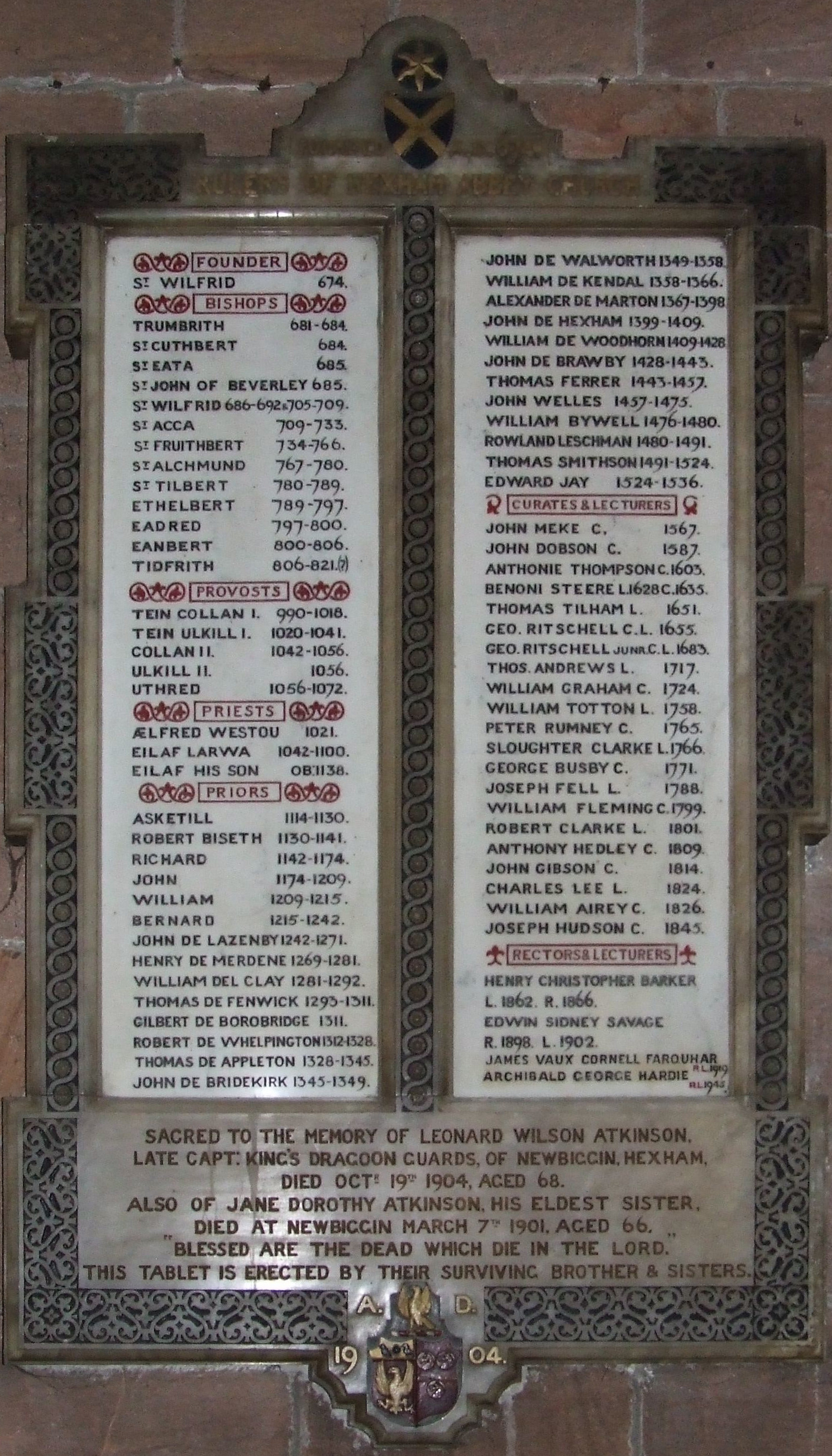
Eine Gedenktafel in Hexham Abbey nennt Wilfrid als Gründer

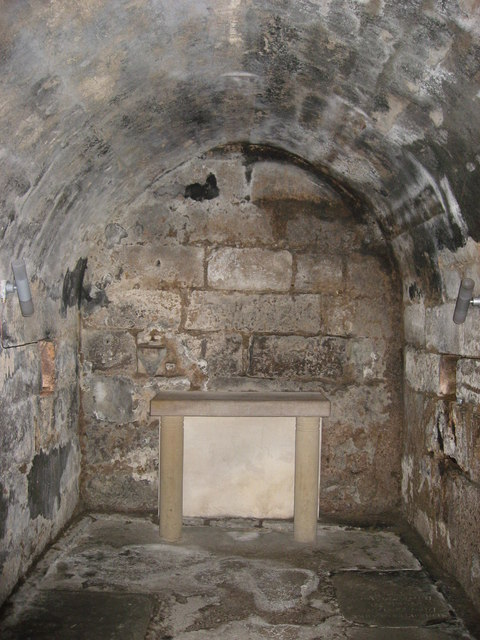
Krypta in Hexham

### Bischof von York

#### Weihe und Exil
Als Colmans Nachfolger Tuda von Lindisfarne noch 664 an der Pest starb, verlegte König Ealhfrith den Bischofssitz nach York und setzte Wilfrid als Bischof durch. Es besteht Unklarheit darüber, ob er in seinem Unterkönigreich dadurch ein eigenes Bistum errichten wollte und die Lösung von der Oberherrschaft Oswius anstrebte. Da es in England auf Grund der Pest nicht genug Bischöfe für eine gültige Weihe gab, erhielt Wilfrid von Oswiu und Ealhfrith die Erlaubnis, zu seiner Weihe ins Frankenreich zu reisen. Die Zeremonie fand mit großem Pomp in der merowingischen Königspfalz Compiègne statt und wurde von seinem Freund Agilbert und elf weiteren Bischöfen geleitet.
Bei seiner Rückkehr 666 wurde er schiffbrüchig und konnte sich an die Küste von Sussex retten, wo er knapp den dortigen Bewohnern entkommen konnte, die ihm ans Leben wollten. Als Wilfrid im Jahr 666 wieder in Northumbria eintraf, hatte sich die Situation völlig gewandelt: Sein Gönner Ealhfrith war von der politischen Bühne verschwunden und als Bischof war inzwischen Chad von York eingesetzt worden. Wilfrid musste sich für drei Jahre in sein Kloster in Ripon zurückziehen. Von dieser Basis aus wirkte er bis 669 als Bischof in Mercia. König Wulfhere (658–675) übergab ihm große Ländereien, auf denen er Klöster errichtete. Während der Vakanz des Erzbistums Canterbury übernahm Wilfrid während seines Exils zwischen 667 und 669 auch bischöfliche Aufgaben im Königreich Kent und war ein Berater König Egberhts.

#### Erste Amtszeit als Bischof von York
Theodor (668–690), der Erzbischof von Canterbury, erklärte 669, dass Wilfrid der rechtmäßige Bischof von York sei, was zum Rücktritt von Chads und zur Wiedereinsetzung Wilfrids führte. Chad wurde von Theodor zum Bischof Mercias geweiht und errichtete seinen Bischofssitz in Lichfield. Die Jahre bis 678 waren Wilfrids erfolgreichsten und zeigen seine Ziele und Ideale besonders deutlich. Er ließ die Kathedrale von York komplett umbauen, Glasfenster einsetzen, verputzen und ausschmücken. In Ripon ließ er St. Peter als eine der ersten Steinkirchen Englands errichten, auf deren Platz die jetzige Kathedrale steht. Der Weihe der Kirche wohnten König Ecgfrith (664–685) von Northumbria und sein Bruder Ælfwine (670–679) von Deira bei.
Im Jahr 672 erhielt Wilfrid von Königin Æthelthryth ein großes Landgut bei Hexham, auf dem er die bedeutende, dem heiligen Andreas geweihte, Hexham Abbey erbauen ließ. Abtei und Basilika erweckten mit ihrer prächtigen Ausstattung die Bewunderung der Zeitgenossen. Die für England neuen Krypten für die Reliquien waren wohl den Katakomben nachempfunden, die Wilfrid auf seinen Reisen gesehen hatte. Auch Werke angelsächsischer Schreiber, wie das für Ripon angefertigte Evangelium mit goldenen Buchstaben auf purpurnen Seiten, zeugen vom fränkisch-römischen Einfluss auf Wilfrid und die englische Kirche. In der Liturgie führte Wilfrid nach römischem Vorbild den Wechselgesang zweier Chöre ein und führte in den ihm unterstehenden Klöstern die Regula Benedicti ein. Als einer der ersten Kleriker Englands ließ er Schenkungen an die Kirche in Chartas niederschreiben. Jahresangaben in den Chartas wurden erstmals mit den neu eingeführten Inkarnationsjahren (n. Chr.) gemacht und das Datum nach der alexandrinisch-dionysischen Ostertafel bestimmt.
Während der Expansion Northumbrias in den 670er Jahren erhielt Wilfrid nennenswerte Ländereien in den von Ecgfrith eroberten Gebieten. Auch außerhalb Northumbrias, insbesondere im Königreich Hwicce, kamen Güter in seinen Besitz. Wilfrid betrachtete sich überheblich als kirchlichen Führer des nördlichen Britanniens und Irlands. Sein Einfluss war tatsächlich groß genug, um dem 676 aus dem irischen Exil nach Austrasien zurückkehrenden Merowinger Dagobert II. (676–679) eine Eskorte aus seinen eigenen Männer zu stellen. Zu dieser Zeit scheinen sehr enge Beziehungen zwischen Ripon und irischen Gemeinschaften, die ebenfalls den römischen Ritus befolgten, bestanden zu haben, denn um 678 zog sich Willibrord aus Ripon zu längeren Studien nach Irland zurück. Eddius Stephanus schrieb ausführlich über Wilfrids Ruhm, sein großes Gefolge und seinen persönlichen Reichtum, hebt aber auch den asketischen Lebensstil und den seelsorgerischen Eifer Wilfrids hervor. Wilfrids Stellung in Nordbritannien entsprach der eines Metropoliten.
Das Wohlwollen von König Ecgfrith hatte Wilfrid 672 verloren, als er Königin Æthelthryth dazu ermutigte, ihren Mann zu verlassen und in ein Kloster einzutreten. Im Jahr 678 kam es auf Betreiben von Königin Eormenburg, die Ecgfrith 675 geheiratet hatte, zum Bruch zwischen Ecgfrith und Bischof Wilfrith. Möglicherweise waren Wilfrids enge Verbindungen zum verfeindeten Mercia ein weiterer Anlass. Auch innerhalb der Kirche, allen voran die Äbtissin Hilda von Whitby, regte sich Widerstand gegen Wilfrid.

### Zweite Reise nach Rom
Wilfrid wurde 678 abgesetzt und seine Diözese von Ecgfrith im Einvernehmen mit Erzbischof Theodor von Canterbury geteilt: Bosa wurde in York von Theodor zum Bischof von Deira mit Sitz in York, Eata zum Bischof von Bernicia mit Sitzen in Hagustald (Hexham) und Lindisfarne und Eadhæd zum ersten Bischof von Lindsey ordiniert. Der Angelsachse Trumwine wurde Bischof von Abercorn im piktischen West Lothian.
Wilfrid entschloss sich die Angelegenheit von Papst Agatho (678–681) entscheiden zu lassen und reiste nach Rom. Er reiste über Friesland, wo er einige Zeit missionierte, an den austrasischen Hof des befreundeten Dagobert II., der ihm das Bistum Straßburg anbot. Wilfrid lehnte ab, reiste weiter und erreichte 679 Rom. Eine Synode entschied, dass er wieder als Bischof von York einzusetzen, die Teilung der Diözese jedoch beizubehalten sei. Seine Klöster unterstanden nicht mehr dem Bischof, sondern direkt dem Papst.

### Mission in Sussex und Bischof von Wessex
Wilfrid kehrte im Jahr 680 nach Northumbria zurück. Doch weder Erzbischof Theodor noch König Ecgfrith erkannten das päpstliche Schreiben an. Königin Eormenburg beraubte ihn der mitgebrachten Reliquien und Wilfrith wurde neun Monate gefangen gesetzt. Noch 680 ging Wilfrid nach Mercia ins Exil und erhielt von Berhtwald, einem Neffen König Æthelreds (675–704), Land zur Errichtung eines kleinen Klosters. Ecgfrith übte politischen Druck aus und um 680/681 ging Wilfrid in die Verbannung nach Sussex. Die Bekehrung zum Christentum geschah offenbar trotz der Nachbarschaft zu Canterbury recht spät, als die meisten anderen angelsächsischen Königreiche schon seit zwei Generationen christlich waren. In Bosham (Westsussex) gab es zwar ein kleines Kloster, in dem der Mönch Dícuill mit fünf oder sechs Brüdern lebte, doch hielt die Bevölkerung zunächst am „alten Glauben“ fest. Wilfrid missionierte mit großem Erfolg. König Æthelwalh (vor 661-um 682) stellte ihm umfangreiche Ländereien zur Gründung des Klosters Selsey Abbey zur Verfügung. Auch der Bischofssitz in Selsey wurde zu dieser Zeit errichtet.

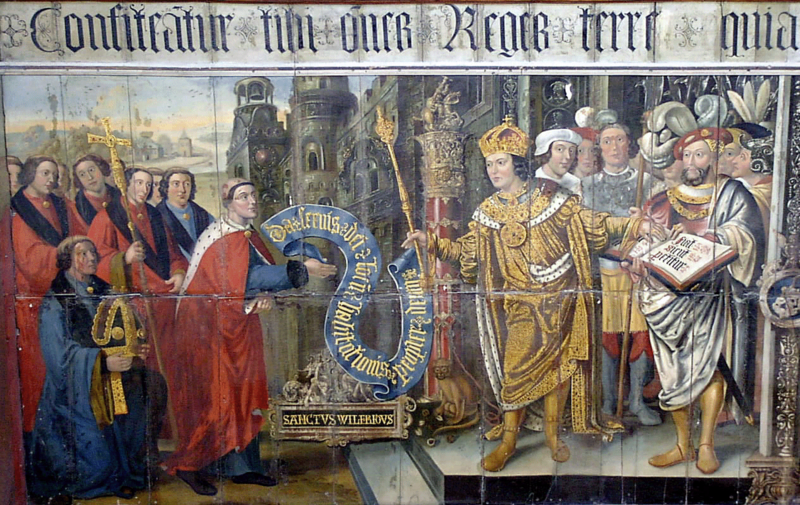
Caedwalla übergibt Bischof Wilfrid eine Urkunde. Wandgemälde von Lambert Barnard aus dem frühen 16. Jahrhundert

Um 682 überfiel der heidnische Caedwalla, ein verbannter Angehöriger des Königshauses von Wessex, mit seinem Heer Sussex. Æthelwalh fiel während der Kämpfe und Sussex wurde geplündert. Wilfrid und Caedwalla lernten sich kennen. Wohl unter Wilfrids Einfluss machte er der Kirche großzügige Geschenke. Scheinbar setzte Caedwalla Ecgwald (683?–685?), dessen Herkunft unbekannt ist, als subregulus (Unterkönig) in Sussex ein. Ecgwald ist nur durch zwei vermutlich gefälschte Chartas bekannt. In diesen stimmt er 683 und 685 unterwürfig (mente devota) Landschenkungen Caedwallas an Bischof Wilfrid zu. Als Caedwalla im Jahr 685 König der Gewissæ (Wessex) wurde, machte er Wilfrid zum Bischof seines Reiches.

### Zweite Amtszeit als Bischof von York
Im Jahr 686 bestieg Aldfrith (686–705) den Thron Northumbria und Wilfrid erhielt durch die Vermittlung des Erzbischofs Theodor seine Klöster in Ripon und Hexham und das Bistum York zurück. 688 kam es erneut zu Spannungen, wohl weil Aldfrith, der in Iona die iro-schottische Liturgie kennengelernt hatte, Sympathien für deren Kult entwickelte, während Wilfrid eisern auf die Durchführung der Beschlüsse der Synode von Whitby bestand. Zudem war Aldfrith nicht daran gelegen, dass im Bistum York ein Machtzentrum entstand, das seiner Königsherrschaft gleichwertig entgegentreten konnte. Daher plante Aldfrith die Errichtung eines weiteren Bistums in Ripon, während Wilfrid 692 erneut ins Exil geschickt wurde, diesmal nach Mercia. Der vertriebene Bischof Bosa kehrte in sein Amt nach York zurück.

### Exil in Mercia, dritte Reise nach Rom und Versöhnung
In Mercia stand Wilfrid unter dem Schutz König Æthelreds (675–704), der ihn zum Bischof von Leicester (692–703) machte. Im Jahr 695 reiste Wilfrid nach Ely und nahm an der Translatio seiner Gönnerin Æthelthryth teil. 703 leitete Erzbischof Berhtwald (693–731) das Konzil von Austerfield, auf dem Wilfrid als Bischof abgesetzt und seiner Besitzungen enteignet wurde. Nur das Kloster Ripon durfte er behalten. In Absprache mit seinem Gönner Æthelred beschloss Wilfrid sich erneut an den Papst zu wenden, worauf er von seinen Gegnern exkommuniziert wurde. Wilfrid wurde 704 von Papst Johannes VI. (701–705) rehabilitiert, doch übertrug der Papst die letzte Entscheidung einer englischen Synode. Wilfrid verbrachte noch einige Monate in Rom, besuchte die Gräber der Heiligen und sammelte Reliquien. Wilfrid versöhnte sich im Jahr 705 mit Berhtwald auf einer Synode in Kent.
Als König Aldfrith 705 starb, war die Thronfolge nicht gesichert, da sein Sohn Osred erst etwa acht Jahre alt war. Es begann eine Zeit politischer Wirren, in der sich zunächst Eadwulf (705–706) gegen die Anhänger Osreds durchsetzen konnte. Anfangs wurde Eadwulf auch von Wilfrid, dem Bischof von York, unterstützt, der von Aldfrith ins Exil getrieben worden war und nun eine Wiedereinsetzung in sein Amt erhoffte. Nachdem entsprechende Annäherungen aber erfolglos blieben, unterstützte Wilfrid fortan Osred. Eadwulfs Herrschaft dauerte nur zwei Monate. In der Nähe von Bamburgh kam es zu militärischen Auseinandersetzungen mit den Anhängern Osreds, zu denen dessen Tante Ælfflæd, Bischof Wilfrid und Ealdorman Beorhtfrith zählten. Eadwulf unterlag und musste ins Exil gehen. Osred, den Wilfrid adoptiert hatte, folgte auf den Thron.
Auf der von Berhtwald geleiteten Synode im Jahr 706 erhielt Wilfrid das Bistum und Kloster Hexham, wobei er auch sein Kloster in Ripon zurückerhielt. Als kurz darauf Bosa von York starb, hatte er die Gelegenheit, auch das Bistum York wieder zu erlangen. Trotz der Entscheidung des Papstes verzichtete der alternde und vermutlich auch kränkelnde Wilfrid auf das Bistum zugunsten von Johannes von Beverley.

### Letzte Jahre und Tod

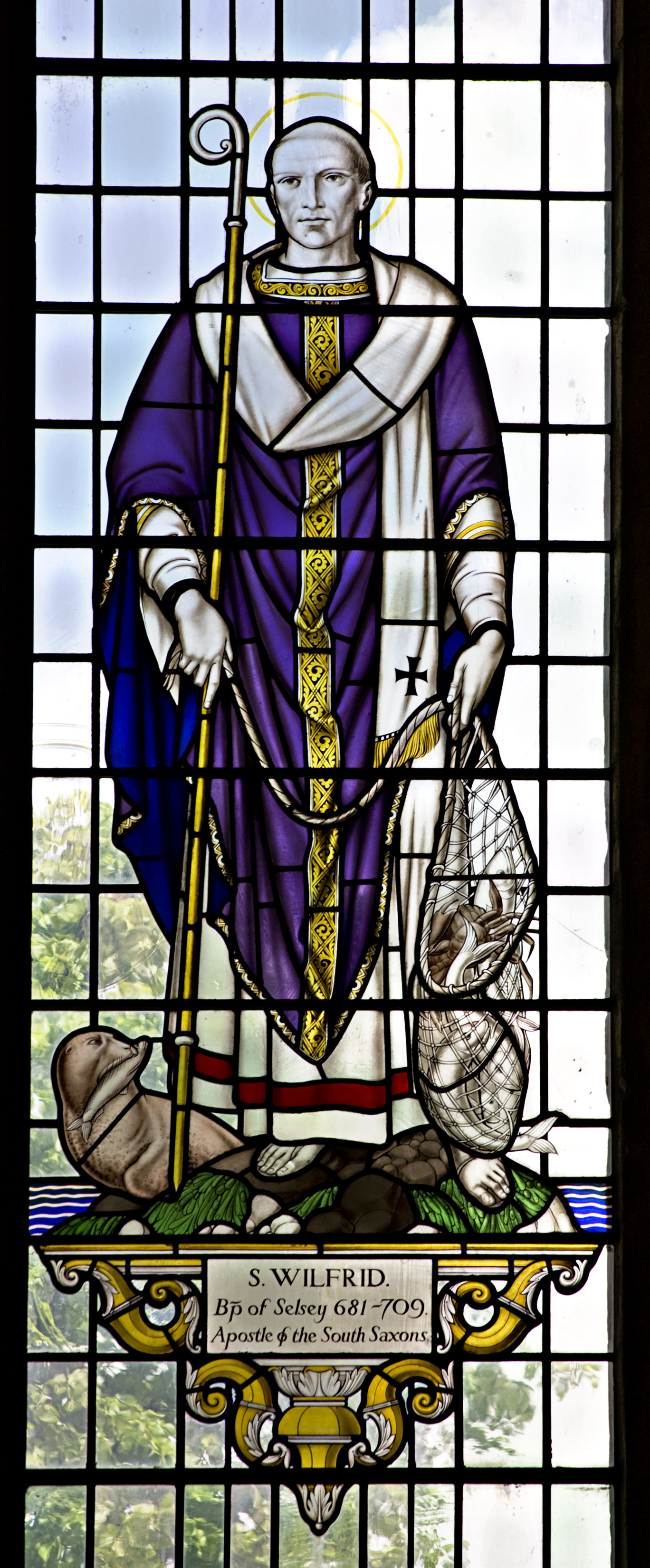
Darstellung des heiligen Wilfrid in der Kathedrale von Chichester

Achtzehn Monate vor seinem Tod erlitt Wilfrid einen Schlaganfall. Er regelte seinen Nachlass und wählte geeignete Äbte für seine Klöster aus und verteilte sein Vermögen: Ein Viertel sollte den Kirchen Santa Maria Maggiore und San Paolo fuori le Mura in Rom zukommen, ein Viertel den Armen, ein weiteres den Äbten von Ripon und Hexham und das letzte Viertel seinen Getreuen, die ihm ins Exil gefolgt waren. Diese von Beda Venerabilis verschwiegene Verteilung seines Vermögens erinnert eher an einen germanischen Adligen inmitten seiner Gefolgschaft als an Totenbettszenarien zeitgenössischer Bischöfe und Äbte. Er setzte seinen Verwandten Tatberht als Mitabt und Nachfolger in Ripon ein und designierte Acca zu seinem Nachfolger in Hexham, womit er das benediktinische Recht der Mönche auf freie Abtwahl missachtete. Auf Einladung König Ceolreds (709–716) reiste Wilfrid darauf nach Mercia und regelte seine dortigen Angelegenheiten. In seinem Kloster in Oundle erlitt Wilfrid einen weiteren Krankheitsschub, an dem er kurz darauf im Jahr 709/710 starb. Sein Leichnam wurde nach Ripon gebracht und an der Südseite des Altars der Church of St Peter beigesetzt. Die Grabinschrift wurde von Beda überliefert.

## Verehrung
Unter Wilfrids Anhängern entstand unmittelbar nach seinem Tod ein Kult. In Zeremonien, die denen anderer zeitgenössischer Heiliger glichen, wurde der Leichnam gewaschen und in ein Messgewand gekleidet. An dem Ort, an dem das Wasser der Waschung ausgeschüttet wurde, sollen sich Wunder ereignet haben. Aus Ripon kamen die Mönche dem Leichenzug mit Reliquien entgegen, um den Heiligen zu empfangen. Wilfrids Nachfolger Abt Tatberht baute den Kult um ihn aus. Täglich wurde in Ripon zu Ehren Wilfrids eine Messe gehalten und jeder Donnerstag, Wilfrids Todestag, wurde wie der Sonntag als Festtag begangen. Mit besonderen Riten wurde der Jahrestag seines Todes gewürdigt.
Im angelsächsischen England wurde Wilfrids an zwei Tagen, dem 12. Oktober und dem 24. April, gedacht. Im Jahr 709 fiel keiner dieser Tage auf einen, von Eddius Stephanus ausdrücklich als Todestag genannten, Donnerstag. Der 24. April 710 hingegen war ein Donnerstag, und damit das vermutliche Todesdatum. In Kalendern des 8. und 9. Jahrhunderts ist auch ausschließlich der 24. April als Fest belegt. Der 12. Oktober, möglicherweise in Erinnerung an eine Translatio, trat seit dem 10. Jahrhundert stark in den Vordergrund.
Der Kult breitete sich nur zögernd aus und blieb weitgehend auf Wilfrids Klöster beschränkt. Als Wilfrids Nachfolger Acca von Hexham im Jahr 731 aus dem Amt getrieben wurde, blieb Ripon als wichtiges Kultzentrum übrig. Um 950 wurde Ripon von König Eadred (946–955) niedergebrannt und einige Reliquien Wilfrids gelangten an Erzbischof Odo von Canterbury (941–958). Andere Reliquien wurden von dessen Neffen Erzbischof Oswald von York (972–992) in Ripon, das er wieder aufbauen ließ, wiedergefunden. Beide Erzbischöfe belebten den Kult um Wilfrid. Zur Zeit der normannischen Eroberung (1066) war die Verehrung Wilfrids weit verbreitet. Mindestens elf Klöster und Kirchen waren im Besitz seiner Reliquien und 48 Kirchen waren ihm geweiht.
Wilfrid gilt als Schutzpatron des Bistums Middlesbrough und der Stadt Ripon.